# Richard Weiner
Pour les articles homonymes, voir Weiner.
Richard Weiner, né le 6 novembre 1884 à Písek et mort le 3 janvier 1937 à Prague, est un poète et journaliste tchécoslovaque. Il est généralement considéré comme l’un des écrivains tchèques les plus importants du XXe siècle en raison de son influence sur de nombreux auteurs de son époque et des générations suivantes. Il est toutefois peu connu en dehors de son pays d’origine. Le caractère énigmatique de son écriture a souvent amené à le comparer à Kafka, bien que l’hypothèse d’influences mutuelles puisse certainement être écartée,,.

## Biographie

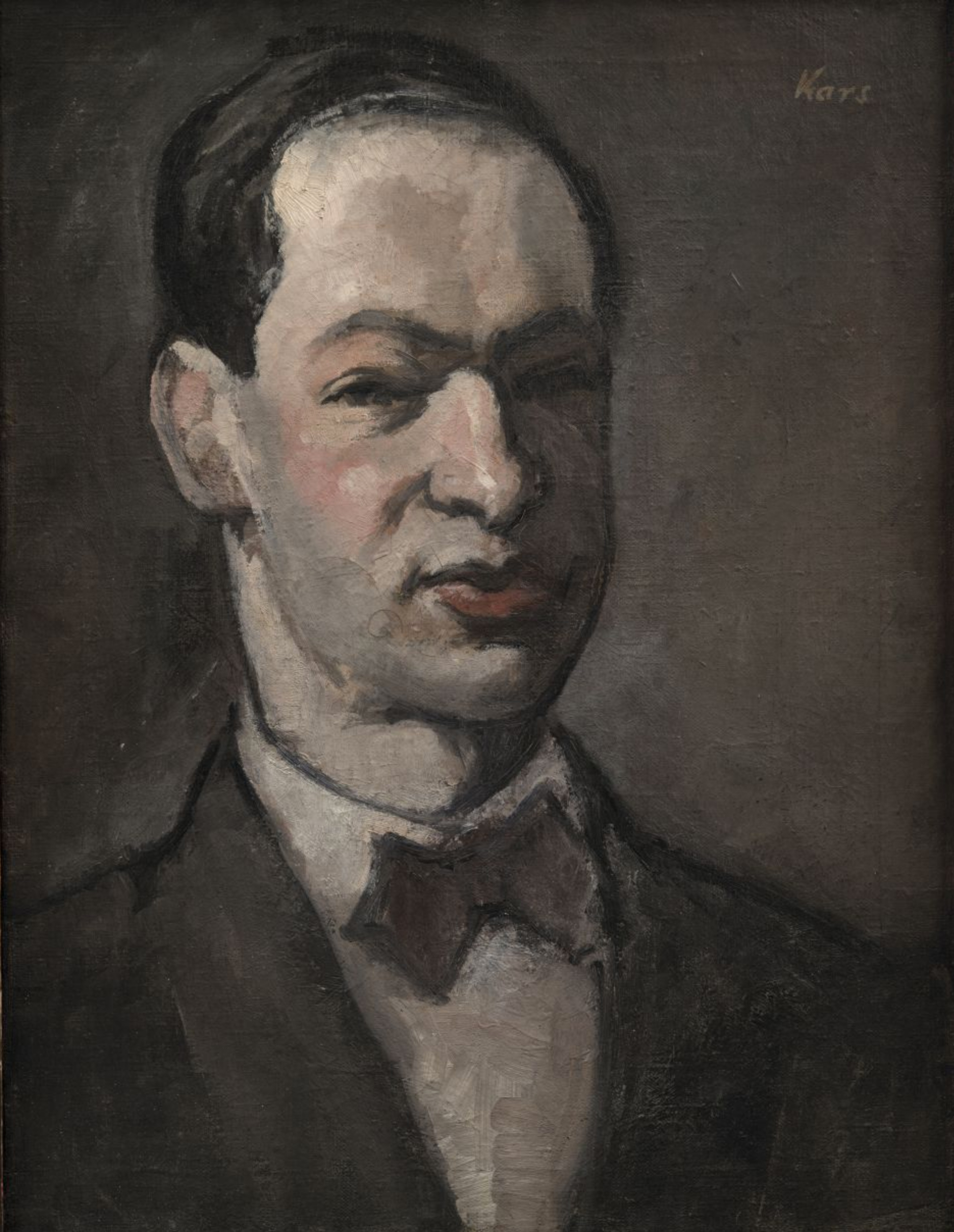
Georges Kars, Portrait de Richard Weiner, 1921, musée de Bohême centrale, Kutná Hora

Weiner est né à Písek, en Bohême du Sud, alors en Autriche-Hongrie (aujourd'hui en République tchèque). Ses parents géraient une distillerie et Richard, l’aîné de cinq enfants, était destiné à prendre la tête de l’industrie familiale. Il étudie la chimie à l’École polytechnique de Prague et, après avoir obtenu en 1906 son diplôme d’ingénieur chimiste, il poursuit ses études à Zurich et Aix-la-Chapelle. En 1908 il fait son service militaire et l’année d’après, il commence à travailler comme chimiste à Pardubice, Freising et Allach (près de Munich).
Mais en 1911, après avoir longuement hésité, Weiner décide qu’il préfère tenter de gagner sa vie de manière indépendante comme journaliste et écrivain. L’année suivante il part s’installer à Paris et commence à écrire en tant que correspondant pour le journal tchèque Samostatnost. À partir de 1913 il travaille aussi pour Lidové Noviny et publie son premier recueil de poésie. Pendant qu’il se trouve en vacances à Prague à l’été 1914 éclate la Première Guerre mondiale. Weiner est mobilisé et envoyé sur le front serbe. En 1915 il souffre d’une commotion nerveuse et est libéré de l’armée. Pendant le reste de la guerre il travaille pour divers journaux pragois et publie trois recueils de nouvelles, dont notamment Lítice (Les Furies, 1916), l’un des premiers livres tchèques traitant de la Première Guerre mondiale. 
En 1919 Weiner retourne à Paris, de nouveau comme correspondant de Lidové Noviny. Il vivra à Paris pour presque toute sa vie restante, ne rentrant à Prague que quand en 1936 il tombe gravement malade (cancer de l’estomac). Il meurt à Prague le 3 janvier 1937 et est enterré au cimetière juif de sa ville natale.

## Œuvres

### Journalisme
Le travail de journaliste de Weiner portait essentiellement sur la politique et la culture françaises, mais aussi la vie quotidienne et les faits divers. Il couvrait les pièces de théâtre, la littérature et les expositions ; il a même tenu une chronique de mode sous un pseudonyme féminin.

### Écriture
L’œuvre littéraire de Weiner peut être divisée en deux phases distinctes. Ses premiers poèmes et nouvelles semblent avoir été influencées par la littérature d’avant-garde du début du 20e siècle. En même temps, il élabore son propre art poétique sous l’influence de Charles Vildrac et Georges Duhamel.
Après 1919, il ne publie aucune œuvre pendant plusieurs années, puis se remet à écrire des textes en vers et en prose quand il rencontre le groupe  Le Grand Jeu comprenant notamment Roger Vailland, René Daumal et Roger Gilbert-Lecomte,. De 1928 à 1933, Weiner publie trois autres volumes de poésie, le récit en prose Lazebník (Le Barbier, 1929) et l’antiroman Hra doopravdy (Jeu pour de vrai, 1933). 
Weiner utilise la littérature comme outil d’exploration des profondeurs de l’être, tout en reflétant consciemment les limites du langage comme moyen de communication. Alfred Thomas estime que « la fiction subtile de Weiner expose, non le statut défunt du langage per se, mais la fragmentation d’un discours sous-tendu par une vérité moniste, sans ambiguïté morale. » En ce qui concerne l’homosexualité de Weiner, Thomas souligne également que le discours de Weiner n’est pas vide de sens comme certains critiques ont pu le dire, mais que ses récits « explorent la relation entre l’identité conçue en termes de moralité sociale et l’identité conçue en termes subjectifs de sexualité ».
Dans sa prose, Weiner atteint un degré extrême d’abstraction. Prenant comme exemple Hra doopravdy, Walter Schamschula montre que ce roman est constitué de deux parties distinctes qui semblent déconnectées l’une de l’autre. Mais tandis que le contenu de la première partie peut être accessible au lecteur en le considérant comme un rêve, l’intrigue est fortement morcelée dans la deuxième partie. Selon Schamschula, certains critiques considèrent qu’une interprétation rationnelle du roman est impossible, mais lui estime que l’on peut néanmoins y parvenir en prenant en compte son degré élevé d’abstraction. Schamschula souligne notamment le goût de Weiner pour les structures optiques et géométriques. Quant à sa philosophie, elle peut être qualifiée d’existentialiste.
A son époque, Weiner était déjà considéré comme un écrivain marginal. [1] Ses livres ne se vendaient guère et après sa mort, il tomba presque dans l’oubli. A l’exception d’un petit volume de Jindřich Chalupecký, fondateur du Groupe 42, il fut reconnu comme un auteur important seulement dans le cadre du Printemps de Prague et notamment après 1989.

#### En tchèque
- Pták, Otakar Janáček, Praha, 1913.
- Usměvavé odříkání, Alois Srdce, Praha, 1914.
- Lítice : povídky o vojně, Fr. Borový, Praha, 1916.
- Netečný divák a jiné prósy. Fr. Borový, Praha, 1917.
- Rozcestí : básně, Fr. Borový, Praha, 1918.
- Škleb : příběhy, Alois Srdce, Praha, 1919.
- Třásničky dějinných dnů (1918–1919), Brno, Polygrafie, 1919.
- Lítice, 2e édition, Aventinum, Praha, 1928.
- Mnoho nocí : básně, Aventinum, Praha, 1928.
- Zátiší s kulichem, herbářem a kostkami, Aventinum, Praha, 1929.
- Lazebník, Aventinum, Praha, 1929.
- Mezopotamie, Alois Srdce, Praha, 1930.
- Hra doopravdy, Kvasnička & Hampl, Praha, 1933.
- Mezopotamie, 2e édition, Mladá Fronta, Praha, 1965.
- Hra doopravdy, 2e édition, Mladá Fronta, Praha, 1967.
- Lazebník – Hra doopravdy, 2e et 3e édition, Odeon, Praha, 1974.
- Škleb, 2e édition, Argo, Praha, 1993  (ISBN 80-85794-03-9).
- Spisy, 4 vol., éd. Zina Trochová. Torst, Praha, 1996-2002.

#### En français
- Le Barbier, éd. de la Différence, 1989.
- Jeu pour de vrai, éd. de la Différence, 1991.
- La Chaise vide, éd. Fissile, 2014.
- Correspondances croisées (1927-1937), éd. Fissile, 2019 (correspondances avec René Daumal, Roger Vailland, Pierre Minet, Maurice Henry, Arthur Harfaux, Josef Šíma, etc.)